# Eolia (Missouri)
Eolia è un villaggio degli Stati Uniti d'America, situato nello Stato del Missouri, nella contea di Pike.